# Фельм-Гётцендорф
Фельм-Гётцендорф (нем. Velm-Götzendorf) — коммуна (нем. Gemeinde) в Австрии, в федеральной земле Нижняя Австрия.
Входит в состав округа Гензерндорф. Население составляет 760 человек (на 31 декабря 2005 года). Занимает площадь 17,7 км². Официальный код — 30859.

## Политическая ситуация
Бургомистр коммуны — Йохан Грюнауэр по результатам выборов 2005 года.
Совет представителей коммуны (нем. Gemeinderat) состоит из 15 мест.
- АНП занимает 11 мест.
- СДПА занимает 4 места.